# Berster rentgenowski
Berster rentgenowski (ang. x-ray burster)  – klasa ciasnych układów podwójnych, w których jeden składnik jest zwykłą gwiazdą podobną do Słońca, a drugi gwiazdą neutronową.
W układach tych, o jasności ponad 1036 erg/s (czyli 1029 J/s), gwiazda (np. ciągu głównego) wypełnia powierzchnię Roche’a i traci materię przez wewnętrzny punkt Lagrange’a. Spływająca materia osiada na gwieździe neutronowej poprzez dysk akrecyjny. Materia ta gromadzi się na powierzchni gwiazdy neutronowej i po przekroczeniu przez otoczkę pewnej masy krytycznej następuje wybuch termojądrowy. Stąd pochodzi nazwa – berster – od angielskiego określenia burst („wybuch”). W czasie wybuchu trwającego od 10 do 100 sekund wyzwolona jest olbrzymia energia, typowo rzędu 1039 – 1040 erga (1032 – 1033 J), a materia zwykle pozostaje na powierzchni gwiazdy neutronowej, choć stosunkowo niewielka (czynnik 2) ekspansja otoczki jest również obserwowana w najbardziej energetycznych wybuchach. Dlatego te eksplozje widoczne są przede wszystkim w zakresie rentgenowskim promieniowania elektromagnetycznego.
Zjawisko niestabilnego wybuchu jądrowego jest znane w astronomii nie tylko w przypadku bersterów. Występuje również w warstwach zwykłych gwiazd na pewnych etapach ich ewolucji oraz w akreujących materię białych karłach (gwiazdy nowe). Proces spowodowany jest tym, że w pewnych warunkach ilość wyprodukowanej termojądrowej energii nie może być zrównoważona przez chłodzenie w postaci promieniowania lub ekspansji. Prowadzi to do gwałtownego wzrostu temperatury, od której tempo reakcji jądrowych bardzo silnie zależy. Stąd zjawisko kończy się gwałtownym wybuchem. Ze względu na znacznie słabsze pole grawitacyjne białego karła konieczne jest zgromadzenie znacznie większej ilości materii na powierzchni gwiazdy, aby uzyskać odpowiednio wysoką temperaturę i gęstość w warstwach podlegających wybuchowi. Stąd zjawisko nowej jest rzadko obserwowane. Skala czasowa wybuchu nowej jest też znacznie dłuższa niż w przypadku bersterów rentgenowskich i ilość energii wtedy uwolniona jest ogromna, rzędu 1038 – 1039 J (czyli 1045 – 1046 erg), a podczas wybuchu nowej następuje znaczna ekspansja otoczki, która na tym etapie może ogarnąć cały układ podwójny. Stąd wybuchy te widoczne są bardzo wyraźnie w zakresie niższych energii (zakres optyczny i nadfioletowy) niż wybuchy bersterów.
Wybuchy na gwieździe neutronowej widoczne są z ponad 70 obiektów, które stanowią ponad połowę wszystkich znanych obecnie galaktycznych układów podwójnych rentgenowskich z gwiazdą neutronową. Berstery są łatwe do zidentyfikowania, gdyż wybuchy charakteryzują się szybkim wzrostem intensywności i powolnym, wykładniczym spadkiem. Prawie wszystkie wybuchy zaliczane są do wybuchów I typu, jednak zdarzają się dłuższe wybuchy (trwające kilkanaście minut) i superwybuchy (trwające kilka godzin).
Wybuchy I typu trwają typowo 10-100 s, intensywność gwałtownie wzrasta w ciągu ok. 1-10 s i opada wykładniczo. W czasie wybuchu wypromieniowana jest energia rzędu 1039 – 1040 erg (1032 – 1033 J). Materia spływająca na gwiazdę neutronową jest mieszaniną wodoru i helu, z niewielką domieszką cięższych pierwiastków, głównie węgla (C), azotu (N) i tlenu (O), zwanych zwykle w astronomii metalami. W warstwach podlegających kompresji temperatura przewyższa 107 K i wodór „spalany” jest w hel w tzw. cyklu CNO, którego tempo produkcji energii zależy od temperatury w szesnastej potędze, stąd warstwy te są bardzo skłonne do niestabilnego „spalania”. Dalszy wzrost temperatury powoduje niestabilne zapalenie się helu. Przy bardzo wysokich tempach akrecji, przewyższających tempo Eddingtona, „spalanie” wodoru i helu staje się stabilne i nie powstają wybuchy.
Natura dłuższych wybuchów nie jest jak dotąd w pełni zrozumiała. Zdarzają się one w słabszych źródłach o jasności mniejszej niż 1036 erg/s (czyli 1029 J/s). Przypuszcza się, że źródła te gromadzą na powierzchni gwiazdy neutronowej szczególnie grubą otoczką, zanim dojdzie do wybuchu, który spowodowany jest niestabilnym „spalaniem” helu.
Ostatnio odkryto super wybuchy, których czas trwania i uwolniona energia przekracza 1000 razy wartości rejestrowane w wybuchach I typu. Zaobserwowane zostały jak dotąd tylko z kilku źródeł i prawdopodobnie związane są z niestabilnym „spalaniem” węgla.
Widmo elektromagnetyczne podczas wybuchów jest dobrze opisane przez rozkład Plancka, czyli obszar wybuchu promieniuje jak ciało doskonale czarne z temperaturą efektywną rzędu 107 K.
Zachowanie bersterów rentgenowskich nie jest jeszcze w pełni zrozumiałe. Ich obserwacje mogą posłużyć do testowania teorii wybuchów jądrowych.